# Nothomiza aureolaria
Nothomiza aureolaria är en fjärilsart som beskrevs av Inoue 1982. Nothomiza aureolaria ingår i släktet Nothomiza och familjen mätare. Inga underarter finns listade i Catalogue of Life.